# Chiesa di Kvetera
La chiesa di Kvetera (in georgiano კვეტერის ეკლესიაა?) è una chiesa ortodossa della municipalità di Akhmeta, in Georgia. Si trova sulla riva destra del fiume Ilto, a circa dieci chilometri dalla città di Akhmeta, nella regione della Cachezia. Nel 2007 è stata inserita tra i siti georgiani candidati all'ingresso nella lista dei patrimoni dell'umanità dell'UNESCO.

## Storia e descrizione
La chiesa di Kvetera fu costruita nella prima parte del X secolo. Si tratta di una chiesa di dimensioni relativamente piccole e che ricorda il classico modello architettonico a croce delle chiese georgiane. Tuttavia l'edificio si distingue per il diverso stile ornamentale, caratterizzato dagli archi simmetrici della facciata e dalla presenza di piastrelle di colore azzurro.
La struttura può essere comparata con alcune costruzioni della Georgia e dell'Armenia. In particolare sono state notate delle similitudini con la chiesa del monastero di Jvari a Mtskheta e con la cattedrale armena della Santa Croce sita nel suggestivo paesaggio dell'Isola Akhtamar.
La chiesa sorge in cima ad una collina, all'interno di quella che un tempo era una fortezza. La città di Kvetera fu uno dei centri del principato di Cachezia. Secondo lo storico Vakhushti Bagrationi l'insediamento fu fondato nell'VIII secolo, sebbene i primi documenti scritti che ne fanno menzione risalgano comunque all'XI secolo.

## Galleria d'immagini

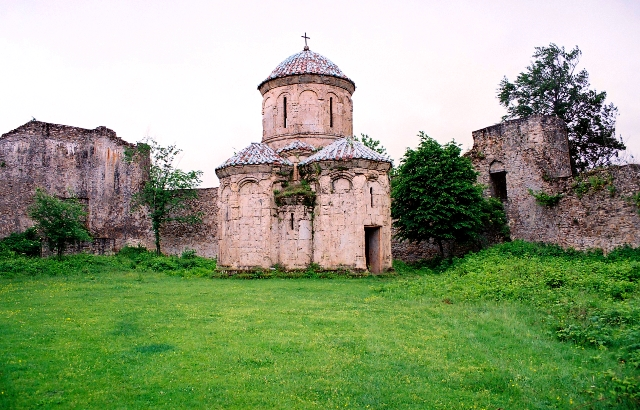
La chiesa e le mura
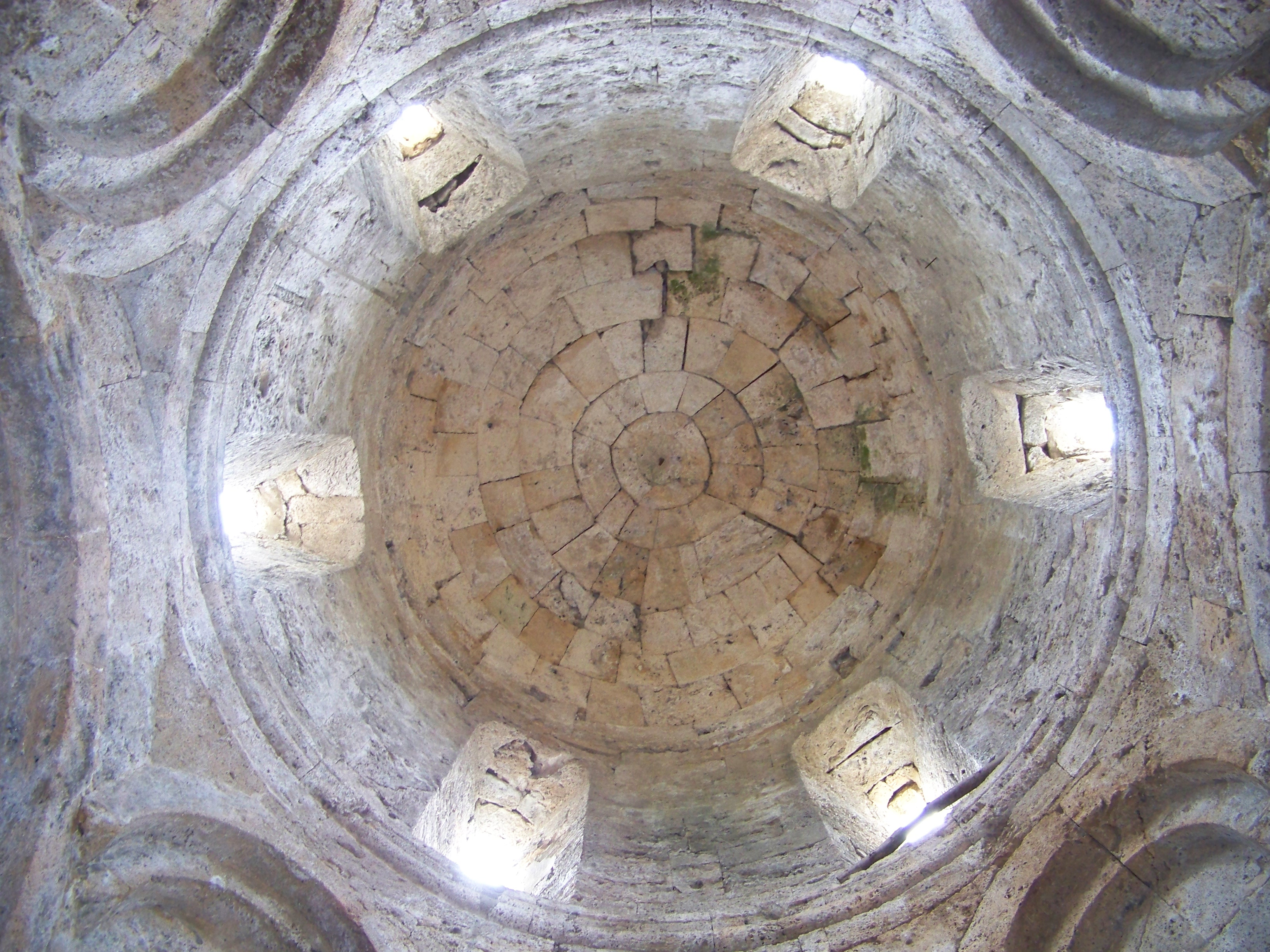
La cupola dall'interno
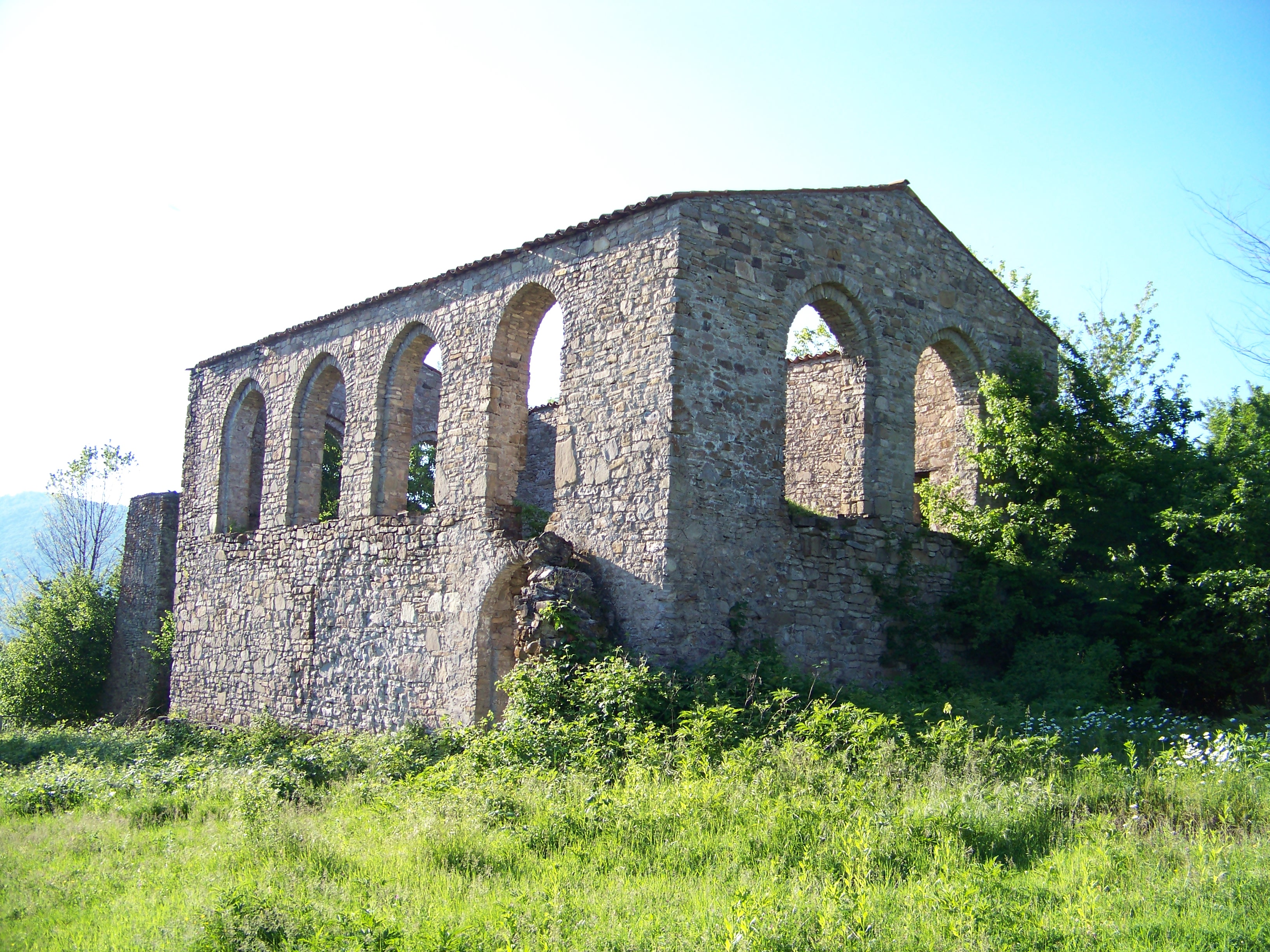
Rovine del palazzo di Kvetera